# Hey Hey, My My (chanson)
Pour les articles homonymes, voir Hey Hey My My et Out of the Blue.
Hey Hey, My My  est une chanson  rock de Neil Young.
Elle existe, avec des variantes sur les paroles, sous deux formes : la version acoustique My My, Hey Hey (Out of the Blue), et la version électrique Hey Hey, My My (Into the Black) qui clôt l'album de Neil Young Rust Never Sleeps paru en 1979. Inspirée par le groupe de pre-new wave Devo, la montée du punk et par ce que Neil Young ressentait comme son propre déphasage par rapport à la musique de son époque, cette chanson a traversé la génération, inspirant les amateurs de punk comme de grunge et redynamisant significativement sa carrière.  La chanson parle de l'alternative entre produire toujours la même musique (to rust, rouiller, ou to fade away, disparaître) ou  exploser en vol (to burn out), comme le fit John Lydon des Sex Pistols en abandonnant son personnage de Johnny Rotten.
Un extrait des paroles, « it's better to burn out than to fade away » (« il vaut mieux brûler franchement que s'éteindre à petit feu »), est associé à la mort de Kurt Cobain, car le leader de Nirvana l'a cité dans la lettre expliquant son suicide. Neil Young expliqua plus tard qu'il en fut si bouleversé qu'il dédia son album Sleeps with Angels (1994) à Cobain.
La chanson fait partie de la bande originale du film Out of the Blue de Dennis Hopper en 1980.

## Origines
La chanson Hey, Hey,  My, My...  et la phrase titre de l'album, « Rust never sleeps » (« la rouille ne dort jamais ») sur lequel elle est parue viennent de la rencontre de Neil Young avec Devo et en particulier Mark Mothersbaugh. Neil Young a demandé à Devo en 1977 de participer à son film Human Highway. Une scène du film montre Young jouant la chanson dans son intégralité avec Devo, qui de toute évidence ne veut pas d'un style radio-friendly (changement par Mothersbaugh de « Johnny Rotten » en « Johnny Spud » ). De même, la citation célèbre, « It's better to burn out than it is to rust » est à mettre au crédit de Jeff Blackburn de The Ducks, jeune ami de Neil Young.
D'après certains critiques, la carrière de Neil Young était en roue libre après la sortie de American Stars 'n Bars et Comes a Time. Avec l'explosion du punk en 1977, pour certains punks, Neil Young et ses contemporains étaient des dinosaures, et pour eux de tels artistes semblaient maintenant trop contents de se reposer sur leurs lauriers et de sortir des titres sans enthousiasme. Neil Young craignait qu'ils n'aient raison. La mort d'Elvis Presley la même année sonnait le glas du rock, à l'instar de The Clash criant allègrement « No Elvis, Beatles or The Rolling Stones in 1977! » dans leur chanson 1977.
De la crainte de Neil Young de devenir obsolète surgit une appréciation de l'éthique punk, et la chanson fut écrite, initialement comme une ballade acoustique qui devint  My My, Hey Hey (Out of the Blue). Lors de la tournée avec le Crazy Horse, la chanson démarra une nouvelle vie grâce à un arrangement rock, ponctué de solos de guitare de Neil Young qui inspira les groupes de la scène proto-grunge, comme Sonic Youth, Meat Puppets, Pixies et Dinosaur Jr. - qui à son tour engendra Nirvana.

## Influences
À sa sortie, Rust Never Sleeps a été reçu comme une renaissance commerciale et critique pour Neil Young, et le film de la tournée avec ses effets bizarres (des amplis démesurés, des roadies habillés comme des Jawas de Star Wars, des ingénieurs du son en blouse de laborantin, des extraits du festival de Woodstock, etc.) lui permit d'attirer une nouvelle génération de fans et de sympathie, marqués par l'épopée Hey Hey, My My.
Alors que la popularité de Neil Young décroissait dans les années 1980, un mouvement rock underground commença à l'estimer. À une époque où le glam metal et la bubblegum pop saturaient les radios commerciales, des groupes prenaient Neil Young comme exemple du mélange parfait du bruit et de la mélodie, du folk et du hard rock. Une série de reprises de Neil Young émergea à la fin des années 1980, formant un véritable Who's Who de la scène grunge pré-Nirvana. Quand Nirvana accéda à une large reconnaissance avec Nevermind, Cobain et Young prirent soin de déclarer leur estime mutuelle dans la presse.
L'impact le plus mémorable de Hey Hey, My My sur le rock moderne vient de la phrase « It's better to burn out than to fade away » (prononcée en fait uniquement dans la version acoustique My My, Hey Hey). La lettre de  Kurt Cobain expliquant son suicide se termine par la même ligne,,,,,. Neil Young déclare : « Quand il est mort et a laissé cette lettre (…) ça m'a foutu en l'air. » Neil Young explique avoir tenté d'entrer en contact avec Cobain quelques jours avant sa mort : « Comme par hasard, j'ai essayé de le contacter quelques jours avant sa mort pour lui dire que je pensais qu'il était génial, qu'il devait faire exactement ce qu'il voulait et devait envoyer se faire foutre tous les autres. Je voulais lui dire de jouer seulement quand il en avait envie. »,. Bouleversé, Neil Young devient, paradoxalement vu ses liens forts avec la folk et le classic rock), « parrain  du grunge ».
La chanson eut aussi un impact sur les artistes Britpop. En particulier Oasis joua la chanson pendant sa tournée 2000, l'incluant même sur son album live et DVD Familiar to Millions. Le groupe témoigna de l'attachement de Cobain à cette chanson en la lui dédiant quand il joua à  Seattle pour le sixième anniversaire de sa mort. Le groupe écossais Big Country en a enregistré une version, qu'on peut entendre sur leur album Under Covers. Elle est aussi utilisée comme intro live par System of a Down dans certains concerts.
Après l'avoir fait avec Hey Hey, My My sur Rust Never Sleeps, et aussi sur Tonight's the Night, Neil Young reprit son concept qui consiste à terminer un album par une autre version d'une chanson sur Freedom avec Rockin' in the Free World.
Neil Young reprend la chanson dans la plupart de ses concerts. Elle figure dans son Greatest Hits.
Def Leppard commence sa chanson Rock of Ages avec les mots « I got something to say / It's better to burn out than fade away » ; les mêmes mots sont prononcés dans Highlander par le Kurgan.
Dans le jeu vidéo Unreal Championship 2 (Xbox), le sarcasme d'un des Sobeks est « It's better to burn out, than to fade away ».
Le groupe de rock argentin La Renga a enregistré la chanson sur son album La Esquina del Infinito in 1999. Seul le titre est en anglais, le reste de la chanson est en espagnol.
Le groupe finlandais de glam rock Negative a enregistré la chanson sur son album de 2004 Sweet & Deceitful.
En 2008, Dave Matthews Band a chanté la chanson pendant certains concerts.
Le groupe néo-zélandais Die! Die! Die! a écrit une chanson Out of the Blue, dans laquelle le refrain est composé des mots répétés « Out of the blue, into the black ».
Le groupe français Hey Hey My My a choisi son nom en hommage à la chanson de Neil Young. Son premier album porte le même titre.
Une version de la chanson apparait à la fin de la saison 3 de la série Sons of Anarchy, reprise par le groupe Battleme.
Hey Hey, My My a également été reprise en 2012 par le groupe Chromatics. Elle ouvre son album Kill for love sous le titre Into the black.
NOT dONE Ed reprend ce titre dans une version folk intimiste sur son premier album La Brèche en 2007.
Jake Bugg a repris la version acoustique de cette chanson, notamment lors du festival Beauregard en 2013.
Le rocker rennais Dominic Sonic a repris la chanson dans son album de 1991.
Dans la deuxième partie de la tournée Tour d'horizon (automne 2014), le groupe français Détroit (de l'ex-leader de Noir Désir, Bertrand Cantat) reprend ce titre à plusieurs reprises lors des ultimes rappels des concerts .
La partition de Consuelo de Laurent Voulzy et Alain Souchon est directement inspirée par cette chanson.